# Dita Hebelková
Dita Hebelková, mariée Holan, née le 4 avril 1976, est une coureuse de fond tchèque spécialisée en course en montagne. Elle a remporté le titre de Championne du monde de course en montagne 1998. Elle est également double championne de République tchèque de course en montagne.

## Biographie
Elle commence le sport à l'âge de 7 ans en commençant par le ski de fond.
Dita Hebelková connaît un début de carrière fulgurant en 1994. Elle remporte la course de montagne du Hochfelln et termine 3e du Trophée mondial de course en montagne à Berchtesgaden.
Elle manque de confiance en elle et peine cependant à effectuer de bonnes performances par la suite. Lors du trophée mondial de course en montagne 1995 à Édinbourg, elle termine à une lointaine 41e. Elle fait un peu mieux en 1996 avec une 20e place. En 1997, une blessure lui fait rater la course de sélection pour le trophée mondial qui se déroule à domicile à Úpice. Afin de retrouver un bon niveau de compétivité pour la saison 1998, elle passe huit mois en Tasmanie à s'entraîner avec son amie Louise Fairfax. Elle y suit un entraînement sans vitesse, mais avec des exercices très variés comprenant entre autres des exercices d'aquajogging.
Elle connaît sa meilleure saison en 1998. Elle remporte les titres nationaux de semi-marathon et de course en montagne. Elle remporte la course de montagne du Kitzbüheler Horn, puis le Trophée mondial de course en montagne.
Fin 1998, elle met un terme abrupt à sa carrière. Souffrant d'anorexie et d'ostéoporose, elle préfère tout arrêter pour se soigner et reprendre une vie plus saine.
Elle reprend brièvement la compétition en 2001, sans toutefois revenir sur le plan international.
Après sa carrière sportive, elle s'investit en tant que directrice du marketing dans l'entreprise immobilière de son mari et crée également sa propre marque de vêtements pour enfants, Babyluxury.

## Palmarès

### Course en montagne
| no  | féminin            | Course                                                   | Longueur | Départ            | Temps           |
| --- | ------------------ | -------------------------------------------------------- | -------- | ----------------- | --------------- |
|     | Médaille d'argent  | Course de montagne du Kitzbüheler Horn                   | 12,9 km  | 21 août 1994      | 1 h 15 min 57 s |
| 3e  | Médaille de bronze | Trophée mondial de course en montagne                    | 7,34 km  | 4 septembre 1994  | 41 min 18 s     |
|     | Médaille d'or      | Course de montagne du Hochfelln                          | 8,9 km   | 2 octobre 1994    | 55 min 3 s      |
|     | Médaille de bronze | Championnats de République tchèque de course en montagne | 8,6 km   | 12 août 1995      | 46 min 44 s     |
|     | Médaille d'or      | Championnats de République tchèque de course en montagne | 8,6 km   | 10 août 1996      | 43 min 51 s     |
|     | Médaille d'argent  | Course de montagne du Kitzbüheler Horn                   | 12,9 km  | 25 août 1996      | 1 h 15 min 55 s |
|     | Médaille de bronze | Championnats de République tchèque de course en montagne | 8,6 km   | 9 août 1997       | 45 min 52 s     |
| 2e  | Médaille d'argent  | Championnats d'Australie de course en montagne,          | 6,5 km   | 9 mai 1998        | 44 min 30 s     |
|     | Médaille d'or      | Championnats de République tchèque de course en montagne | 8,6 km   | 8 août 1998       | 40 min 44 s     |
|     | Médaille d'or      | Course de montagne du Kitzbüheler Horn                   | 12,9 km  | 28 août 1998      | 1 h 8 min 43 s  |
| 1re | Médaille d'or      | Trophée mondial de course en montagne                    | 8,27 km  | 20 septembre 1998 | 46 min 0 s      |
|     | Médaille de bronze | Championnats de République tchèque de course en montagne | 8,6 km   | 11 août 2001      | 43 min 13 s     |
|     | Médaille d'argent  | Course de montagne du Kitzbüheler Horn                   | 12,9 km  | 25 août 2002      | 1 h 16 min 53 s |

### Route
| Année | Compétition                                         | Lieu    | Place | Épreuve       | Temps           |
| ----- | --------------------------------------------------- | ------- | ----- | ------------- | --------------- |
| 1998  | Championnats de République tchèque de semi-marathon | Liberec | 1re   | Semi-marathon | 1 h 19 min 30 s |

## Records
| Épreuve       | Performance     | Date              | Lieu       |
| ------------- | --------------- | ----------------- | ---------- |
| 10 kilomètres | 38 min 44 s     | 8 décembre 2002   | Ratisbonne |
| Semi-marathon | 1 h 17 min 20 s | 27 septembre 1998 | Uster      |